# پرواز به خانه
پرواز به خانه (به انگلیسی: Fly Away Home) فیلمی ۱۰۷ دقیقه‌ای به کارگردانی کرول بالارد با بازی جف دانیلز محصول سال ۱۹۹۶ کشور ایالات متحده آمریکا است.

## خلاصه داستان
مردی به همراه دخترش تصمیم می‌گیرند که رهبری یک دسته از غازهای جنوبی را برای پرواز به عهده بگیرند…

## جوایز
این فیلم کاندیدای یک اسکار (کاندیدای اسکار بهترین فیلمبرداری) در سال ۱۹۹۷شد.